# Murrays Fall
Murrays Fall är ett vattenfall i Guyana.   Det ligger i regionen Upper Takatu-Upper Esseqiubo, i den södra delen av landet, 400 km söder om huvudstaden Georgetown. Murrays Fall ligger 122 meter över havet.
Terrängen runt Murrays Fall är platt.  Trakten runt Murrays Fall är nära nog obefolkad, med mindre än två invånare per kvadratkilometer. Det finns inga samhällen i närheten. I omgivningarna runt Murrays Fall växer i huvudsak städsegrön lövskog.